# Naatse-elit Dorsa
I Naatse-elit Dorsa sono una struttura geologica della superficie di Venere.